# Schlagzeugfell

Schlagfell eines Standtoms im 16-Zoll-Format

Schlagfell montiert auf der Oberseite eines Trommelkessels

Transparentes Resonanzfell montiert auf der Unterseite eines Trommelkessels

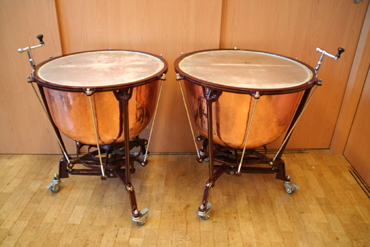
Felle auf Kurbelpauken

Das Schlagzeugfell (englisch drumhead) ist eine Membran, die beim Schlagzeug auf dessen Trommeln montiert wird. Durch das Daraufschlagen mit der Hand oder entsprechenden Stöcken wird das Fell in Schwingungen versetzt und erhält so einen essentiellen Anteil an der Klangerzeugung. Bis Mitte der 1950er Jahre wurden hierzu Tierhäute, vorwiegend Kalbsfelle verwendet, die heute meist nur noch für beispielsweise Congas und Bongos benutzt werden. Moderne Schlagzeugfelle bestehen aus Kunststoffmaterialien. Sie werden auf Ober- und in der Regel Unterseite der Trommel platziert und mittels mehrerer Schrauben und einem Spannreifen aus Metall oder Holz am Kessel befestigt. Durch Veränderung der Fellspannung wird die Trommel „gestimmt“ und erhält so jeweils einen höheren oder tieferen Klang.
Man unterscheidet bei den Schlagzeugfellen die bespielbaren Schlagfelle von den lediglich mitschwingenden Resonanzfellen. Die Resonanzfelle sind in der Regel dünner als die Schlagfelle. Sie werden auf der Unterseite der Trommeln montiert. Durch die Druckschwingungen des Korpus und der Luft werden sie in Bewegung gesetzt und beeinflussen so ebenfalls den Klang.
Schlagzeugfelle werden analog der Kesseldurchmesser einer Trommel in den gängigen Größen 6" bis 36" hergestellt, wobei die Größen 6" bis etwa 18" überwiegend für die Tomtoms und Snare Drums genutzt werden, für die Bassdrum ab 14".

## Klang
Es gibt eine Vielzahl von Bauweisen, wie z. B. einlagige Schlagzeugfelle, welche einen hellen, offenen Klang erzeugen und doppellagige, teils mit Öl gefüllte Schlagzeugfelle, welche einen besonders kräftigen Anschlag und dunkleren Klang besitzen. Letztere werden vor allem für die Stilrichtung Rock benutzt. Beliebt sind auch einlagige und beschichtete (raue) Felle, die oft im Jazz benutzt werden. Die meisten Snare Drums werden mit beschichteten Fellen ausgestattet. Die Felle werden teilweise auch transparent gefertigt. Viele Modelle sind bereits herstellerseitig mit unterschiedlich wirksamen Dämpfungsringen ausgestattet. Zudem werden häufig unterschiedliche Verfahren zur Klangbeeinflussung eingesetzt, wie bspw. das punktuelle oder flächige „Abkleben“ mittels Klebeband, Stoff, Gel-Pads und anderer Materialien. Insbesondere bei einer Pauke kann auch die Tonhöhe durch die Verwendung eines Pedals oder einer Kurbel während des Spielens verändert werden.
Es gibt mehrere Hersteller von Schlagzeugfellen. Zu den führenden gehören die Firma Remo und die  Marke Evans des Unternehmens D’Addario.